# Bršlice kozí noha
Bršlice kozí noha (Aegopodium podagraria), známá též jako kerhák, kerhátek či husí packa, je rostlina z čeledi miříkovitých. Je to nitrofilní rostlina prosazující se v podrostu smíšených a listnatých lesů, lužních lesů a na stinných pasekách. Vyskytuje se běžně v neudržovaných částech zahrad.

## Vzhled rostliny
Bršlice kozí noha vytváří rozsáhlou síť oddenků s vysokou regenerační schopností, které navíc slouží jako prostředek vegetativního rozmnožování. (Při rytí je třeba oddenky z půdy vybírat, jinak rostliny vyrostou znovu.) Jde o vytrvalou rostlinu – první rok vytváří přízemní růžici listů a kořenový systém, další vyžene až 100 cm dlouhou dutou, hranatou a rýhovanou lodyhu, na konci chudě větvenou. Listy jsou 1× až 2× trojčetné, podlouhle vejčité a ostře pilovité. Lodyžní listy jsou střídavé. Květenství je uspořádáno do strukturovaného okolíku – terminální okolík a postranní okolíčky prvního řádu jsou složeny z oboupohlavních květů, okolíčky druhého řádu tvoří samčí květy. Květy mají asi 3 mm v průměru, okvětní lístky jsou bílé. Plody jsou dvounažky.

## Využití
Rostlina je využívána jako léčivá, sbírá se oddenek a list. Obklad z listů má zklidňující účinek, používal se mj. při dně (dna = podagra) a dalších bolestivých onemocněních.

## Použití v kuchyni
Rostlina má vysoký obsah vitamínu C a listy se používaly na saláty a zeleninovou polévku.